# Меллингхаузен
Меллингхаузен (нем. Mellinghausen) — община в Германии, в земле Нижняя Саксония.
Входит в состав района Дипхольц. Подчиняется управлению Зиденбург. Население составляет 1066 человек (на 31 декабря 2010 года). Занимает площадь 24,41 км².
Коммуна подразделяется на 3 сельских округа.
| Год  | Население |
| ---- | --------- |
| 1990 | 1066      |
| 1995 | 1054      |
| 2000 | 1111      |
| 2005 | 1095      |
| 2010 | 1099      |